# Türksat 4B
Türksat 4B ist ein kommerzieller Kommunikationssatellit der türkischen Türksat.
Er wurde am 16. Oktober 2015 um 16:40 UTC mit einer Proton M/Bris-M Trägerrakete vom Raketenstartplatz Baikonur in eine geostationäre/polare Umlaufbahn gebracht.
Der dreiachsenstabilisierte Satellit ist mit 18 Ku-Band, 8 Ka-Band und weiteren C-Band Transpondern (insgesamt 43) ausgerüstet und soll von der Position 50° Ost aus eine große Region vom Westen Chinas bis zum Osten Englands, einschließlich der Türkei, Europa, Zentralasien, des Mittleren Ostens und Afrika mit Telekommunikationsdienstleistungen und Fernsehen versorgen. Er wurde auf Basis des Satellitenbus DS2000 der Mitsubishi Electric gebaut und besitzt eine geplante Lebensdauer von 15 bis 30 Jahren.